# Beg for It
Beg for It ist ein Song der australischen Rapperin Iggy Azalea in Zusammenarbeit mit der dänischen Sängerin MØ und die erste Singleauskopplung der Wiederveröffentlichung Reclassified von Azaleas erstem Albums The New Classic. Der Song wurde erstmals am 24. Oktober 2014 veröffentlicht und erreichte Platz 27 der US-amerikanischen Charts. Ein Musikvideo für den Song wurde trotz vorheriger Ankündigung nicht aufgenommen.

## Hintergrund
Beg for It wurde, wie schon die in den Vereinigten Staaten erfolgreiche Single Fancy, von Iggy Azalea und Charli XCX geschrieben und von The Invisible Men und The Arcade produziert. Azalea führte den Song zum ersten Mal bei einem Konzert in London, zusammen mit Charli XCX, auf.  Beg for It wurde am 24. Oktober 2014 in den Vereinigten Staaten und am 31. Oktober 2014 in Australien als Download veröffentlicht. In Europa erschien der Song zusammen mit dem Album Reclassified am 21. November 2014, ebenfalls als Download.

## Kritik
Beg for It erhielt überwiegend positive Kritiken. Adam Fleischer von MTV hob Iggy Azaleas großen Erfolg mit der Paarung ihrer Raps mit Pop-Strophen bei ihren vergangenen Liedern hervor und fügte an, dass sie Möglicherweise einen Weiteren „Smash“ (-Hit) mit Beg for It landen könnte. Jaclyn Hendricks von der New York Post beschrieb den Song als „Azaleas eingänglichster Song bisher“. James Grebey vom Spin lobte MØs Auftritt und schrieb, die „super einprägsame Strophe ist ein Lichtblick inmitten von Azaleas überheblicher Prahlerei“. Die Zeitschrift Idolator nannte Beg for It einen „erneuten kecken, radiofreundlichen Hip-Hop/Pop Brei“. Leichte Kritik erntete Beg for It für die Ähnlichkeit zu Azaleas vorherigen Singleveröffentlichung Fancy.

## Musikvideo
Ende Oktober gab Azalea bekannt, dass das Musikvideo zu Beg for It Ende November 2014 von David LaChapelle gedreht wird. Später korrigierte sie diesen Termin auf Anfang Dezember 2014. Ende Dezember teilte Azalea jedoch mit, dass auf Grund von Terminschwierigkeiten kein Musikvideo aufgenommen wird.

## Kommerzieller Erfolg

### Chartplatzierungen
In den Billboard Hot 100 debütierte Beg for It am 8. November 2014 auf Platz 92. In den kommenden Wochen stieg der Song in diesen Charts weiter nach oben und erreichte mit Platz 27 seine Höchstposition. Es war für die Sängerin MØ der erste Song, der sich in den Billboard Hot 100 platzieren konnte. Bis zum 11. Januar 2015 verkaufte sich der Song in den Vereinigten Staaten 617.339 mal und bekam dafür von der Recording Industry Association of America eine Goldene Schallplatte. Am 29. Mai 2015 wurde Beg for It von der RIAA eine Platin-Schallplatte verliehen. In Australien erreichte Beg for It in der ersten Woche seine Höchstposition mit Platz 29 und konnte sich 3 Wochen in diesen Charts halten. Weitere Chartplatzierungen in anderen Ländern gelangen nicht.
| ChartsChartplatzierungen       | Höchstplatzierung | Wochen |
| ------------------------------ | ----------------- | ------ |
| Australien (ARIA)              | 29 (3 Wo.)        | 3      |
| Vereinigte Staaten (Billboard) | 27 (16 Wo.)       | 16     |

### Auszeichnungen für Musikverkäufe
| Land/Region               | Auszeichnungen für Musikverkäufe (Land/Region, Auszeichnung, Verkäufe) | Verkäufe  |
| ------------------------- | ---------------------------------------------------------------------- | --------- |
| Vereinigte Staaten (RIAA) | Platin                                                                 | 1.000.000 |
| Insgesamt                 | 1× Platin ·                                                            | 1.000.000 |

Hauptartikel: Iggy Azalea/Auszeichnungen für Musikverkäufe